# Sofia Nikolàievna Bogomólets
Sofia Nikolàievna Bogomólets, rus: София Николаевна Богомолец, ucraïnès: Софія Миколаївна Богомолець
Sofia Mikolaivna Bohomólets, de soltera Prissetskaia rus: Присецкая (Kovalivka, Gubèrnia de Poltava, actual Ucraïna, 27 de setembre de 1856 – kàtorga del Kara, Transbaikàlia a Rússia, llavors Imperi Rus, 11 de gener de 1889), fou una revolucionària russa i naródnitsa.

## Biografia
Nascuda en una família noble d'origen polonès, i filla d'un terratinent, Sofia Prissetskaia estudià a Hàdiatx i a Kíev en un gymnasium femení. El 1876 es casà amb el metge Aleksandr Mikhàilovitx Bogomólets i seguí des del 1877 un curs d'infermera a Sant Petersburg però no el va acabar, i es va traslladar amb el seu marit a la Regió del Kuban. Al poble d'Ust-Labinsk, la parella es dedica a la pràctica mèdica. A més de les activitats professionals mèdiques, es dedicaren a la distribució de propaganda antigovernamental i literatura prohibida entre els veïns de la localitat. En relació amb això, la jove parella fou posada sota vigilància per part de la policia secreta.
El 1880 s'establí a Kíev, i s'adherí a la Unió de Treballadors del Sud de Rússia fundada per Nikolai Sxedrín i Ielizaveta Kovàlskaia. Després de la detenció dels líders d'aquesta organització a l'octubre de 1880, aparegut i va començar a exercir un paper destacat en la "Unió".
El 4 de gener de 1880 va ser detinguda per la policia en un carrer de Kíev sota la sospita d'impressió i distribució de fullets de la Unió. Durant un escorcoll al seu apartament es van trobar proclames, un nombre significatiu de publicacions il·legals, una font tipogràfica, armes, manuscrits continguts en contra del govern. Traslladada a la comissaria de Staro-Kíev, va romandre allà fins a la primavera del 1881. Després va ser traslladada a la presó de Kíev.
Fins i tot el marit de Sofia va ser detingut. A la infermeria de la presó el 12 de maig va néixer el seu fill Oleksandr, que es quedà a càrrec del seu avi matern. El 29 de maig va ser condemnada a vint anys de treballs forçats, reduïts a deu, i va ser enviada al camp de Kara, a Sibèria.
Durant la parada de la columna de deportats a Irkutsk, el 16 de febrer 1882 va fugir amb Kovàlskaia, però fou recapturada el 28 de febrer. El 23 de març del 1882 va arribar al camp de treball de Kara, i animà protestes, aldarulls i vagues de fam. El 5 d'abril de 1884, acusada de "comportament violent", va ser traslladada a la presó a Irkutsk i va veure augmentada la seva pena d'un any per haver insultat un oficial de policia. El novembre de 1885 va ser traslladada de nou a Kara, on va continuar les protestes.
El 1891, després de la intervenció de l'escriptor Lev Tolstoi, el seu marit i el seu fill van ser autoritzats a viatjar a visitar Sofia Nikolàievna a la kàtorga del Kara.
Greument malalta, a principis de 1892 va obtenir el règim de semillibertat, premissa per al seu alliberament definitiu, però uns dies més tard, l'11 de gener, va morir de tuberculosi.